# Gliese 667 Cf
Gliese 667 Cf è un pianeta extrasolare che orbita intorno alla nana rossa di classe M Gliese 667 C, nella costellazione dello Scorpione. La scoperta è avvenuta nel giugno 2013.

## Parametri del pianeta e abitabilità
Il pianeta orbita ad una distanza media di 0,156 au (23 300 000 km) dalla stella madre, più piccola e fredda del Sole, e si trova all'interno della zona abitabile. Il periodo di rivoluzione del pianeta, una super Terra con una massa che è circa il doppio di quella della Terra, è di 39 giorni.
Si calcola che la radiazione ricevuta dal pianeta sia circa il 56% di quella che la Terra riceve dal Sole e la sua temperatura di equilibrio, con un'albedo simile a quelle terrestre, è stimata essere di 221 K, 34 gradi in meno della temperatura di equilibrio della Terra (255 K). 